# Abe no Hirafu

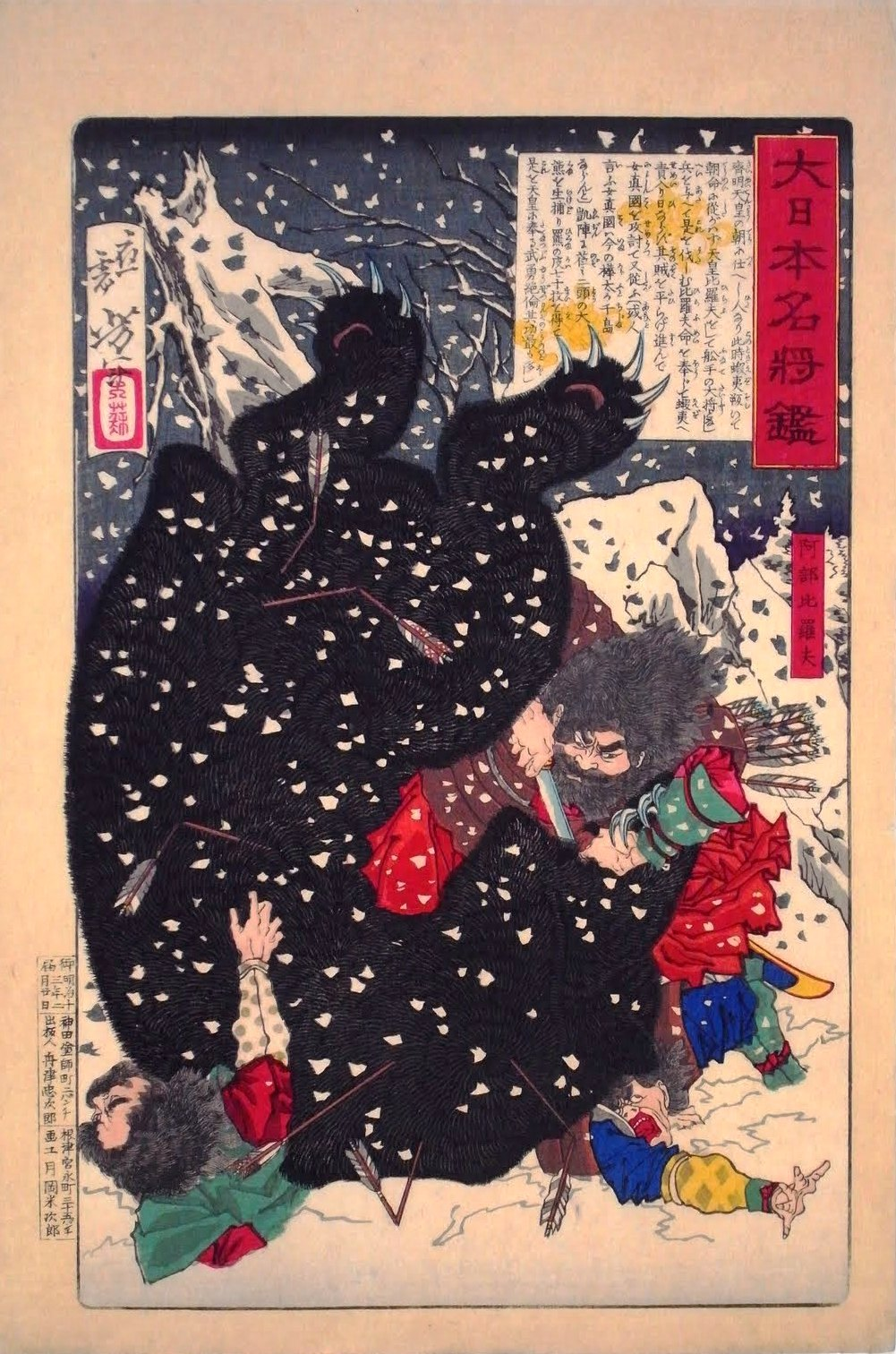
Abe tötet einem Bären

Abe no Hirafu (japanisch 阿倍 比羅夫; aktiv in der Mitte des 7. Jahrhunderts) war ein japanischer Feldherr während der Ära der Kaiserien Kōgyoku (594–661), bekannt auch als Kaiserin Saimei (斉明天皇). Er wurde auch Abe no Hikitaomi (阿倍 引田臣) oder Abe no Ibuki (阿倍枚吹) genannt. Abe spielte eine wichtige Rolle bei der Expansion des kaiserlichen Hofes nach Norden nach der Taika-Reform im Jahr 645.

## Leben und Wirken
Abe no Hirafu wurde im Jahr 589 ? nach Nordjapan entsandt und spielte dort eine wichtige Rolle und bei der Unterwerfung von Ezo (蝦夷), dem heutigen Hokkaidō. 658 führte er die Marine mit 180 Schiffen an und besiegte die Emishi in den Regionen Agita (齶田) bzw. Akita (秋田) und unterwarf die zwei Landkreise Agita (飽田) und Nushiro (渟代). Er verlieh Oga (恩荷), dem Herrscher von Agita, der versprochen hatte, Japan wieder anzuerkennen, den Titel „Ko-otsu-ue no“ (小乙上), gründete die beiden Bezirke Nushiro und Tsugaru (津軽), brachte die Emishi von Oshima (渡嶋) zusammen und veranstaltete ein großes Fest mit ihnen.
Abe unterwarf die Mishihase und schenkte ihnen zwei lebende Bären und 70 Braunbärenfelle. Zu dieser Zeit führte er den Titel „Kokushi no kami“ (越国守). Es wird spekuliert, dass er einer wohlhabenden Familie in dieser Region angehörte. Im folgenden Jahr führte er erneut eine Seestreitmacht von 180 Schiffen an und griff die Emishi an. Er versammelte rund 400 Leute aus den drei Distrikten Agita (飽田) Nushiyo und Tsugaru sowie dazu Iburi (胆振), veranstaltete ein großes Fest und überreichte ihnen Geld-Prämien. Er richtete im hinteren Gebietsteil von Shiribeshi (後方羊蹄) den Verwaltungssitz ein und kehrte nach Hause zurück. Aufgrund dieser Leistung wurde er auf den zweiten Rang befördert.
Dreimal im selben Jahr führte Abe eine Flotte von 200 Schiffen zum Angriff auf die Mishihase an. Er nutzte in der Provinz Mutsu die Emishi aus Watashima (渡嶋), die mit kluger Taktik kämpften und mehr als 50 Ebisu-Soldaten zur Verfügung stellten. Im Jahr bevor Kaiser Tenji 661 den Thron bestieg, setzte er mit seinen Truppen nach Korea hinüber, um Baekje im Südosten von Korea zu retten. Im folgenden Frühjahr führte er 27.000 Soldaten in die Schlacht gegen die chinesische Tang-Armee in Korea, wurde jedoch in der Schlacht von Baekgang am 27. August 663 besiegt.
Während der Ära von Kaiserin Saimei hatte er die Positionen von Ōnishikijo (大錦上) und Tsukushi Dazaishō (筑紫大宰帥) inne. Sein Sohn war Dainagon Shukunamaro (大納言 宿奈麻呂).